# Tove Lifvendahl
Tove Anna Helena Soo Hee Jensdotter Lifvendahl, ogift Holm, född 14 februari 1974 i Seoul i Sydkorea, är politisk chefredaktör på Svenska Dagbladet och författare.

## Bakgrund och familj
Lifvendahl är adopterad från Sydkorea och växte upp i Arbrå i Hälsingland, som dotter till lärarna Jens Holm och Ulla, ogift Axelsson.
Hon var 1998–2002 gift med företagsledaren Andreas Lifvendahl (född 1971) och är sedan 2006 gift med Fredrik Erixon. Hon är bosatt i Uppsala.

## Politik
Lifvendahl blev medlem i Moderata Ungdomsförbundet 1987 och valdes senare till distriktsordförande för Gävleborgs län.
Lifvendahl var ledamot i Moderata ungdomsförbundets förbundsstyrelse och valdes i november 2000 till ny förbundsordförande. Som ordförande för MUF blev hon känd för flera uppmärksammade utspel, bland annat sin kritik av Moderaternas flyktingpolitik där hon själv förespråkade en betydligt mer liberal politik, samt förslaget om privat fångvård. Lifvendahl var förbundsordförande 2000–2002.
Efter moderaternas dåliga resultat vid riksdagsvalet 2002 krävde Lifvendahl förändringar i partiets ledarskikt. Äldre moderater skyllde istället valförlusten på bland annat Lifvendahl och menade att MUF:s förslag hade stött bort väljarna. Senare blev Lifvendahl ordinarie ledamot i partistyrelsen och kvarstod som sådan fram till 2005 då hon begärde entledigande från uppdraget på grund av att hon ville fördjupa sig i några av partiets arbetsområden och därför skulle få ont om tid för sitt uppdrag.

## Studier
Efter gymnasiestudier i Bollnäs och Gävle började Lifvendahl 1993 studera litteraturvetenskap, historia och svenska vid Uppsala universitet. Hennes C-uppsats i historia om Gösta Bohmans idéarv utmynnade i boken Hjälten och myten.

## Arbetsliv: Skribent, författare, kommunikation
Våren 2000 blev Lifvendahl kolumnist i Svenska Dagbladet och under sommaren vikarierande ledarskribent då hon bland annat skrev ledarstick om brottsoffer, Ungdomsstyrelsen och dokumentärfilmen Shocking Truth.
Efter att Lifvendahl lämnat posten som MUF-ordförande 2002, började hon arbeta deltid som kommunikationskonsult åt företaget JKL i Stockholm. 
Lifvendahl har varit Senior Fellow på tankesmedjan FORES.[när?]
I februari och mars 2003 var hon bosatt i stadsdelen Rosengård i Malmö för att lära sig mer om det omtalade området. Hennes erfarenhet resulterade i boken Vem kastar första stenen. Denna fick en uppföljare i en andra bok 2013, I rörelse. Möten i Rosengård 10 år senare.
År 2006 arbetade Lifvendahl återigen som vikarierande ledarskribent i Svenska Dagbladet.
Åren 2007-2012 arbetade hon som kommunikationschef på Svenskt Näringsliv.
Den 5 augusti 2013 började hon sin anställning som politisk chefredaktör på Svenska Dagbladet.

## Övriga uppdrag
Lifvendahl var under flera år volontär i Stockholms Stadsmission och var ledamot av huvudstyrelsen under perioden juli 2003-juni 2008.[källa behövs]
Lifvendahl har varit vice ordförande i Ung Företagsamhet och styrelseledamot i Skattebetalarnas Förening samt Svenskar i Världen.[när?]
Lifvendahl är medlem i Trilaterala kommissionen.